# Я — рэп
 «Я — рэп»  — дебютный студийный альбом российского рэпера ST1M’a, выпущенный в 2007 году. В записи альбома приняли участие такие исполнители, как Серёга, ST и Макс Лоренс.

## Критика
По мнению, Андрея Никитина, сотрудничество с Серёгой, который занимался продюсированием альбома, позволило Стиму расширить аудиторию. По его же словам, альбом вызвал большой резонанс в Интернете.
Дмитрий Вебер (RS Russia): «Конёк дебютанта — скорострельное и местами действительно остроумные отповеди коллегам по жанру, в которых через слово упоминается перец Стима. Впрочем, все претензии грозного обладателя перца на первенство в русском хип-хопе — скорее часть игры, нежели реальный комплекс Наполеона».

## Список композиций
1. «Intro» (1:36)
2. «Я — рэп» (feat. Серёга) (4:46)
3. «Изо всей силы» (feat. Макс Лоренс) (3:50)
4. «Жми на Play» (3:08)
5. «Ты» (3:20)
6. «Это качает» (3:42)
7. «Рэп на русском» (3:33)
8. «Будь уверен» (feat. Макс Лоренс и Серёга) (4:00)
9. «Во даю» (feat Серёга и ST) (4:13)
10. «Милая» (feat. Макс Лоренс) (3:34)
11. «Война» (3:28)
12. «No» (feat. Макс Лоренс) (3:37)
13. «Изо всей силы» (remix) (3:25)
14. «Попробуй» (feat. Серёга) (3:22)
15. «Позвони мне» (3:18)
16. «Айда за мной» (3:08)
17. «Аутро» (0:56)
18. «Я — рэп» (remix) (4:44)